# Challenger-expeditie

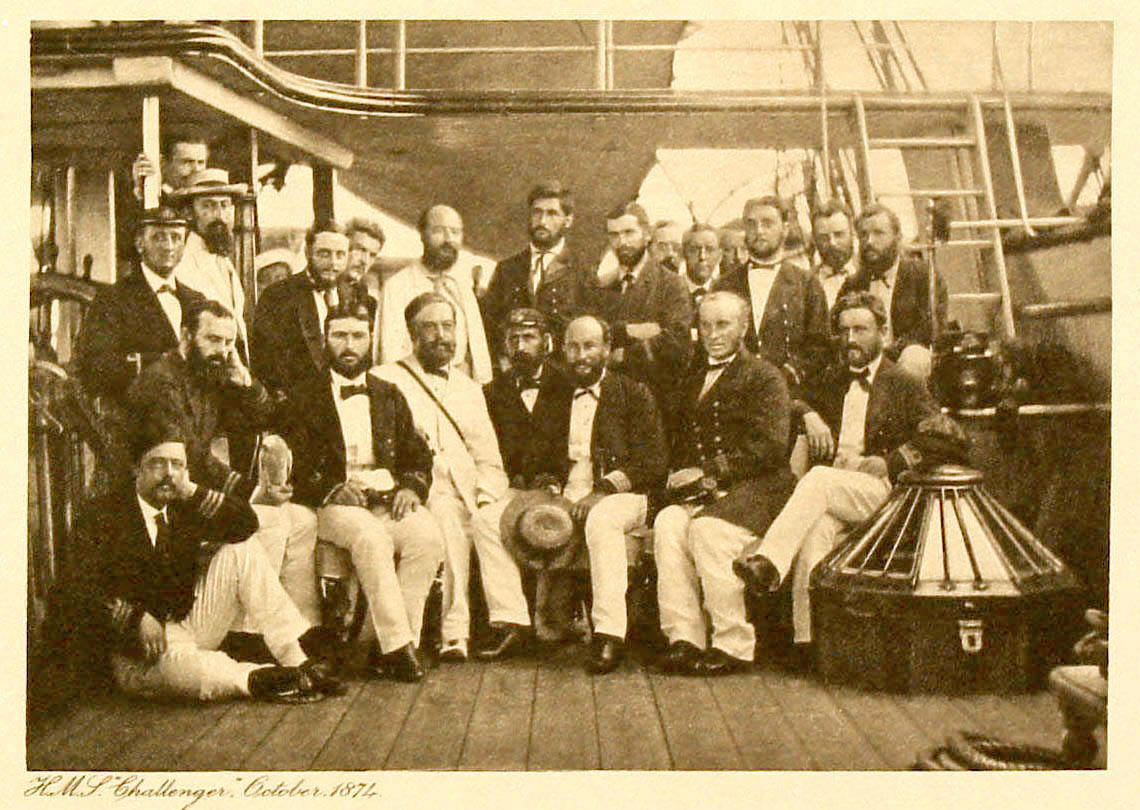
Leden van de expeditie

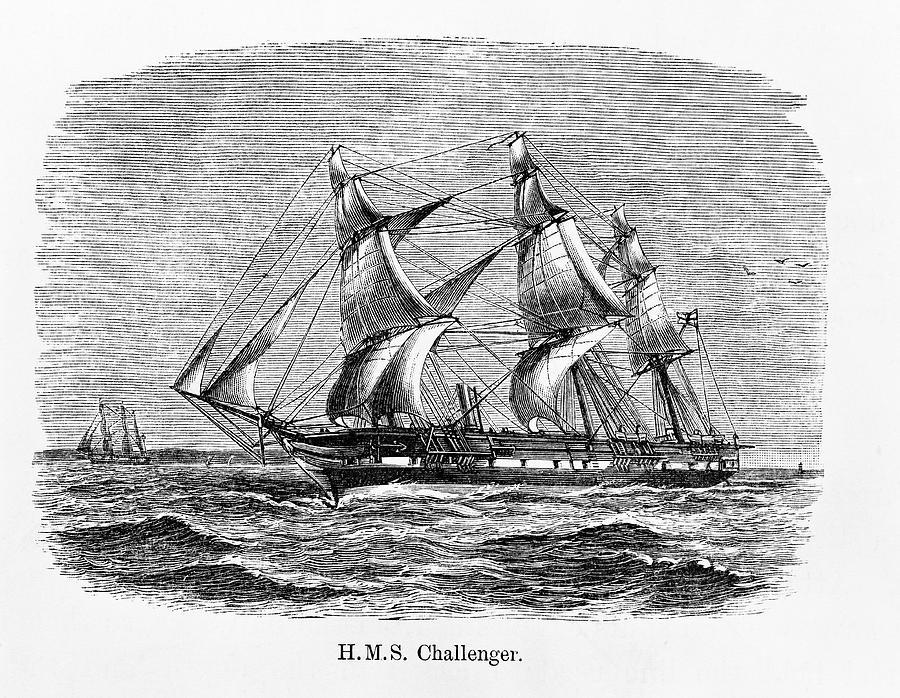
Een illustratie van het schip.

De Challenger-expeditie was een wetenschappelijke expeditie, die van 1872 tot 1876 werd uitgevoerd. De expeditie leidde tot veel ontdekkingen, die de basis vormden voor latere oceanografie. De expeditie is vernoemd naar het primaire schip dat er deel van uitmaakte, de HMS Challenger.

## Voorbereiding
De expeditie werd opgezet door de Schot Charles Wyville Thomson van de Universiteit van Edinburgh en Merchiston Castle School. De Royal Society kocht in 1872 voor de expeditie de HMS Challenger van de Royal Navy en paste het schip aan voor wetenschappelijk onderzoek. Zo kreeg het schip twee laboratoria voor respectievelijk scheikunde en natuurlijke historie. De kapitein van het schip was George Nares.

## De expeditie
De expeditie begon in Portsmouth op 21 december 1872. Onder wetenschappelijk toezicht van Thomson legde het schip een afstand af van 130.000 kilometer. 
Alle ontdekkingen die onderweg werden gedaan, werden gepubliceerd in Report Of The Scientific Results of the Exploring Voyage of H.M.S. Challenger during the years 1873-76. De jonge geoloog en assistent van Charles Thomson, John Murray, overzag de publicatie. Hierin werden onder andere 4000 nieuwe diersoorten beschreven. 
De Challenger zeilde aan het begin van zijn reis langs de zuidelijkste punt van de Kerguelen in de Indische Oceaan. Daarna voer het via de Grote Oceaan en de Straat van Magallanes. Ook voer het vlak langs Antarctica, maar niet dichtbij genoeg om het continent te kunnen zien. Op 24 mei 1876 keerde de Challenger terug in Engeland, te weten in Spithead. In totaal had de reis 713 dagen geduurd.

### Apparatuur op het schip
De bemanning gebruikte diepzeedreggen om planten en zeedieren van de oceaanbodem te verzamelen. Dit waren verzwaarde netten die over de zeebodem getrokken werden. Tevens werd er onderzoek gedaan naar onder andere de bodem en temperatuur van de zeeën. Hiervoor hadden ze een bathythermograaf, die gebruikt werd om zowel de hoogste als de laagste temperatuur van het zeewater te meten.

## Heden ten dage
Kopieën van het vijftigdelige reisverslag van de Challenger-expeditie liggen opgeslagen in verschillende marine-instellingen in het Verenigd Koninkrijk, waaronder het National Oceanography Centre, Southampton en het Dove Marine Laboratory in Cullercoats, Tyne and Wear.